# Niederhasli
Niederhasli is een gemeente en plaats in het Zwitserse kanton Zürich, en maakt deel uit van het district Dielsdorf.
Niederhasli telt 7768 inwoners.